# Eugeniusz Lubomirski (1789–1834)
Eugeniusz Lubomirski  herbu Szreniawa bez Krzyża (ur. 13 września 1789, zm. 1834), komandor maltański w Wielkim Przeoracie Katolickim w Rosji, ziemianin polski, dziedzic Dubrownej.
Był synem Ksawerego Lubomirskiego i Teofili z Rzewuskich, bratem generała rosyjskiego Konstantego. W 1817 roku ożenił się z Marią z Czackich, córką  Tadeusza Czackiego i Barbary z Dębińskich z którą miał czterech synów:  Stefana Ksawerego (1819-1900) Władysława Emanuela (1824), Eugeniusza Adolfa (1825) i Jana Tadeusza (1826). Przy urodzeniu czwartego dziecka zmarła jego żona Maria. W 1830 roku w Warszawie poślubił Klementynę Czetwertyńską (1801-1834). Eugeniusz, również podupadający na zdrowiu, wkrótce sam zmarł pozostawiając majątek małoletnim synom.

## Wywód przodków
| 4. Stanisław Lubomirski                                      |  |                                  |  |  |                         |
|                                                              |  | 2. Franciszek Ksawery Lubomirski |  |  |                         |
| 5. Ludwika Pociejówna                                        |  |                                  |  |  |                         |
|                                                              |  |                                  |  |  | 1. Eugeniusz Lubomirski |
| 6. Stanisław Ferdynand Rzewuski                              |  |                                  |  |  |                         |
|                                                              |  | 3. Teofila z Rzewuskich          |  |  |                         |
| 7. Katarzyna Karolina z Radziwiłłów córka Michała Kazimierza |  |                                  |  |  |                         |
|                                                              |  |                                  |  |  |                         |